# Félix Tshisekedi
Félix Antoine Tshilombo Tshisekedi (Léopoldville, 13 de junio de 1963) es un político congoleño, es el dirigente del partido Unión para la Democracia y el Progreso Social, el partido de oposición más antiguo y más grande de la República Democrática del Congo. A partir del 25 de enero de 2019, es el Presidente de la República Democrática del Congo, sucediendo a Joseph Kabila.

## Carrera política
El 31 de marzo de 2018, fue elegido para dirigir el UDPS, después de la muerte de su padre, predecesor y fundador del partido, Étienne Tshisekedi, el 1 de febrero de 2017.
También el 31 de marzo de 2018, Félix Tshisekedi fue elegido por su partido para ser el candidato presidencial de la UDPS en las elecciones generales que tuvieron lugar el 30 de diciembre de 2018.
El 9 de enero de 2019, se anunció que Tshisekedi había sido elegido presidente de la República Democrática del Congo.
El 24 de enero, hace su discurso como presidente. Ha habido rumores de que el presidente ha tenido un ataque cardíaco pero reanudó el discurso. Felix Tshisekedi entra en funciones el día siguiente.
El 6 de febrero de 2021, Tshisekedi asumió la presidencia de la Unión Africana, sucediendo a Cyril Ramaphosa.